# Svenska Teatern (Helsingfors)

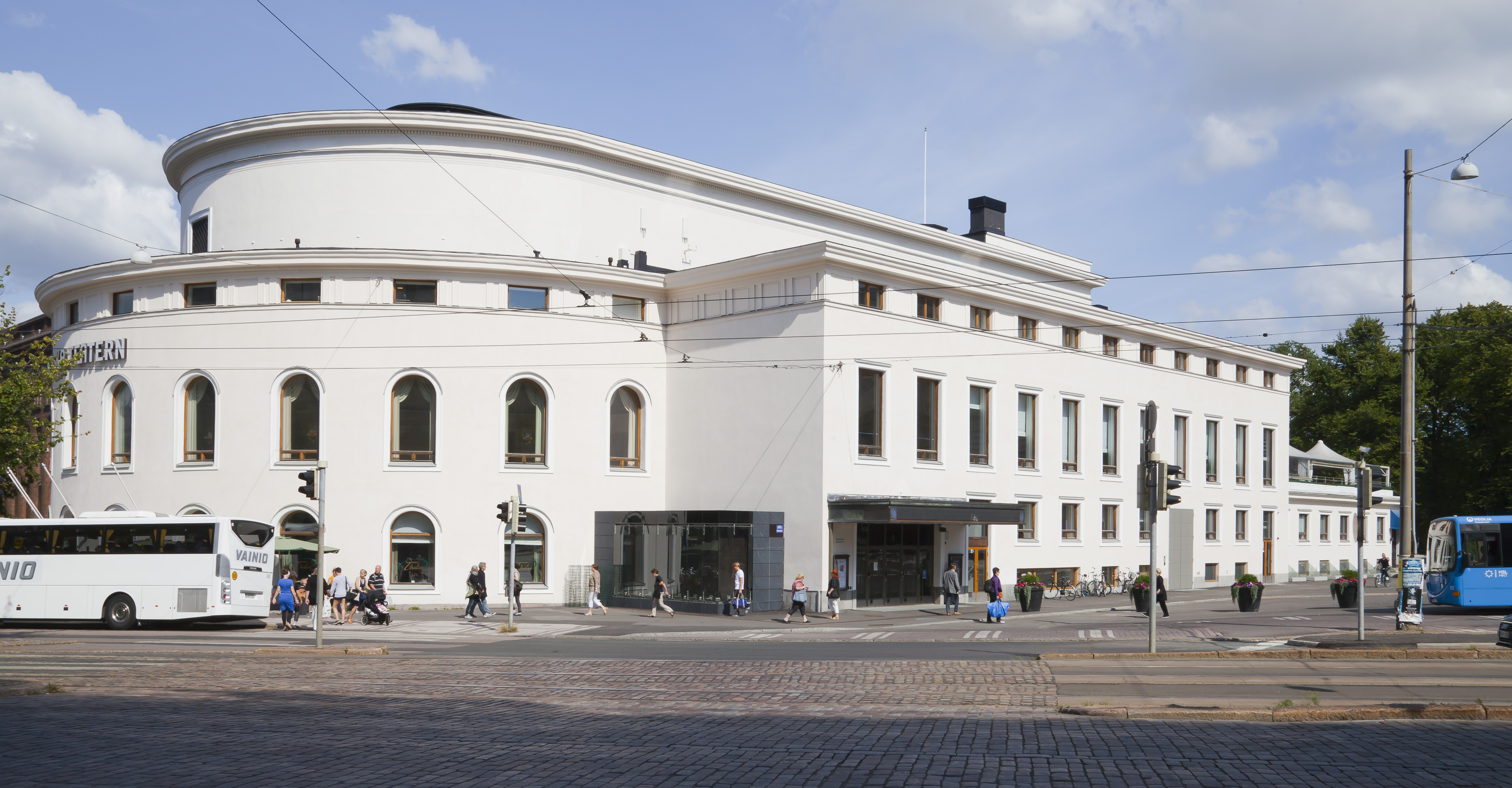
Svenska Teatern, 2012

Svenska Teatern (schwedisch für „Schwedisches Theater“; finnisch auch: Ruotsalainen teatteri; finnlandschwedisch (informell) auch Svenskis) ist der Name eines schwedischsprachigen Theaters in Helsingfors (finnisch Helsinki), das als Staatstheater arbeitet. Der 1866 errichtete Theaterbau steht in der Innenstadt mit dem Publikumseingang zur Kreuzung Skillnaden (Erottaja). Die Adresse ist Norra Esplanaden (Pohjoisesplanadi) 2.
Das Theater ist eine wichtige Institution in Svenskfinland, dem schwedischsprachigen Teil des offiziell zweisprachigen Finnlands. Auf seiner Bühne wurden viele bedeutende Werke der nordeuropäischen Literatur- und Musikgeschichte uraufgeführt. Die kulturgeschichtliche Bedeutung von Svenska Teatern liegt darüber hinaus darin, dass es Persönlichkeiten wie Hedvig Raa ein Forum bot, die sich für die Aufwertung der finnischen Sprache in der damals mehrheitlich schwedischsprachigen Oberschicht engagierten.

## Sprach- und kulturhistorischer Hintergrund
Finnland war seit dem Mittelalter Teil von Schweden, mit der Folge, dass Schwedisch dort bis weit ins 19. Jahrhundert – auch über die erzwungene Abtretung Finnlands an das Russische Reich (1809) hinaus – die Sprache der gebildeten herrschenden Klasse blieb, während das Finnische als Sprache der ungebildeten Unterschicht kein hohes Ansehen hatte. Das schwedische Theater in Helsingfors (finnisch Helsinki) war bei seiner Gründung insofern nicht die Bühne einer nebensächlichen sprachlichen Minderheit, sondern es war im Gegenteil 45 Jahre lang das einzige öffentliche Theater Finnlands und eine Institution der zwar numerisch kleinen, kulturell aber tonangebenden finnlandschwedischen Bevölkerung.
Heute versorgt das Svenska Teatern innerhalb Finnlands tatsächlich nur noch eine sprachliche Minderheit. Schwedisch ist neben Finnisch weiterhin Amtssprache, wird aber nur noch von etwa 5 % der Bevölkerung muttersprachlich gesprochen; nach Englisch ist Schwedisch daneben auch die von Finnen am zweithäufigsten gesprochene Fremdsprache.

## Geschichte

Eine Grundrisszeichnung von Eliel Saarinen

### Architektur

#### Erster Vorläufer:Engels Teater
Vorgänger des Svenska Teatern und das erste Theater in der Geschichte Helsinkis war das nach seinem Architekten Carl Ludwig Engel benannte, 1827 eröffnete Engels Teater. Der kleine hölzerne Bau, in dem 400 Zuschauer Platz fanden, stand an der Ecke Norra Esplanaden/Mikaelsgatan. Das Theater, das kein eigenes Schauspielensemble besaß und hauptsächlich von durchreisenden ausländischen Theatergruppen genutzt wurde, konnte nicht geheizt werden, mit der Folge, dass es beim Publikum wenig nachgefragt war. 1866 wurde es aus diesem Grunde abgebaut und in der nördlichen Vorstadt, an der Arkadiagatan, wieder aufgebaut, wo es nun ein überwiegend finnischsprachiges Programm bot.

#### Zweiter Vorläufer: DasNya Teaternvon 1860
Als Ersatz für Engels Teater wurde am heutigen Standort des Svenska Teater nach dem Entwurf des schwedischen Ingenieurs Georg Theodor Chiewitz ein neues Haus erbaut. Es erhielt den Namen Nya Teatern („Neues Theater“), wurde im Herbst 1860 eröffnet und von der Betreibergesellschaft an verschiedene schwedische Ensembles vermietet. Durch ein Feuer, das am 8. Mai 1863 ausbrach, wurde es fast vollständig zerstört; nur die halbkreisförmige Hauptmauer, die dem Theater seine noch heute charakteristische Form gab, blieb erhalten.

#### Das heutige Bauwerk
Nach einem Entwurf des Petersburger Architekten Nikolai Benois wurde auf der Ruine der heutige Bau errichtet und im Oktober 1866 fertiggestellt. 1887 wurde der bisherige Name Nya Teatern durch die neue Bezeichnung Svenska Teatern ersetzt. In den 1910er Jahren fügte Eliel Saarinen einen Anbau hinzu.
In den 1930er Jahren reichte der Raum, den das Theater bot, immer weniger aus; auch entsprach der Bau nicht mehr den gestiegenen Anforderungen, einschließlich der Brandschutzbestimmungen. 1935–1936 wurde das Haus unter der Leitung von Eero Saarinen und Jarl Eklund darum grundlegend modernisiert, das Gebäude entkernt und zwei Seitenflügel angebaut.
Zu weiteren Renovierungen und Umbauten kam es in den 1980er Jahren, 1991 und 2010–2012. Bei den Baumaßnahmen des Jahres 1991 wurde versucht, der Fassade zumindest ansatzweise ihr ursprüngliches Aussehen zurückgeben.

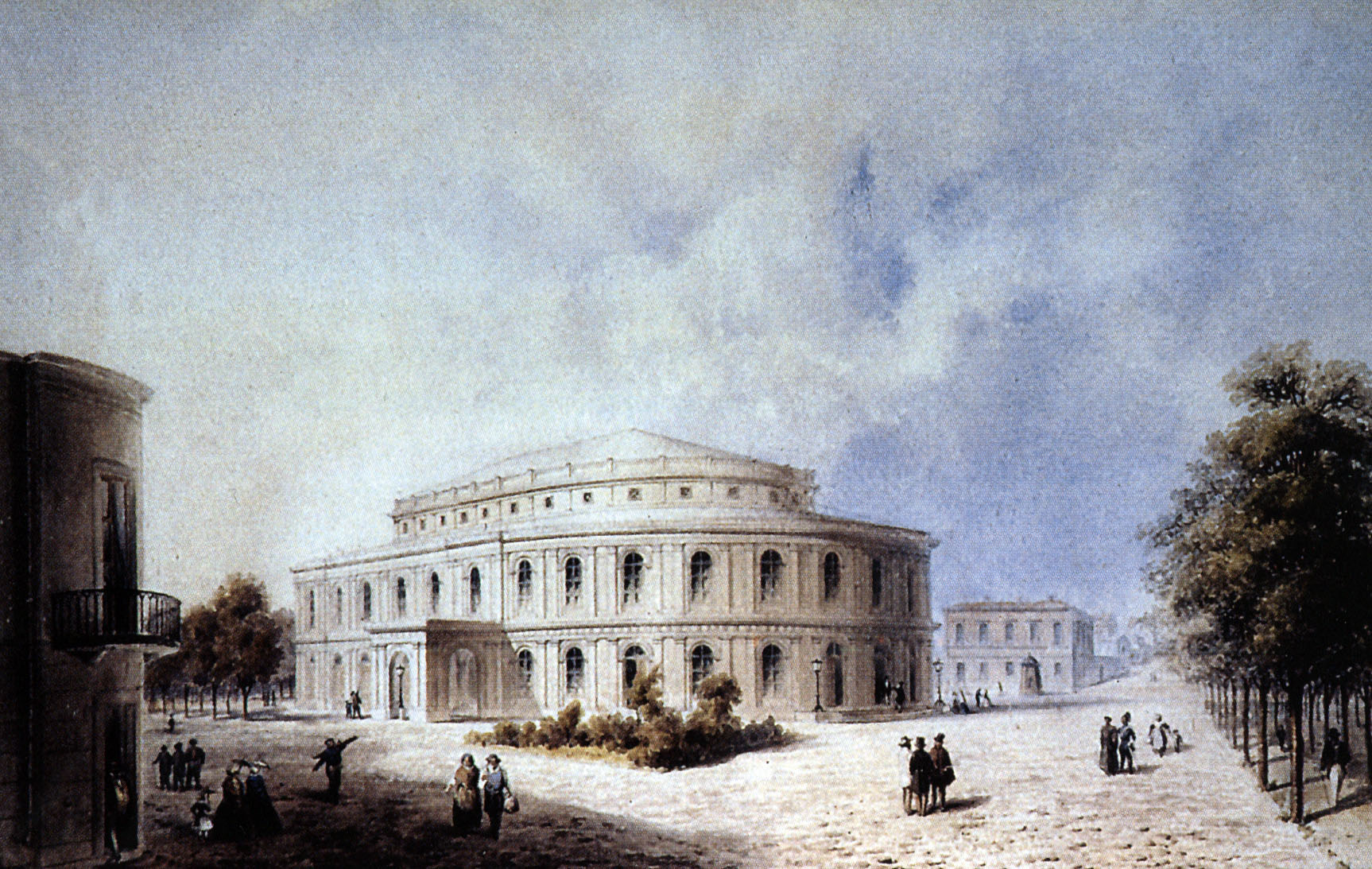
Im 19. Jahrhundert
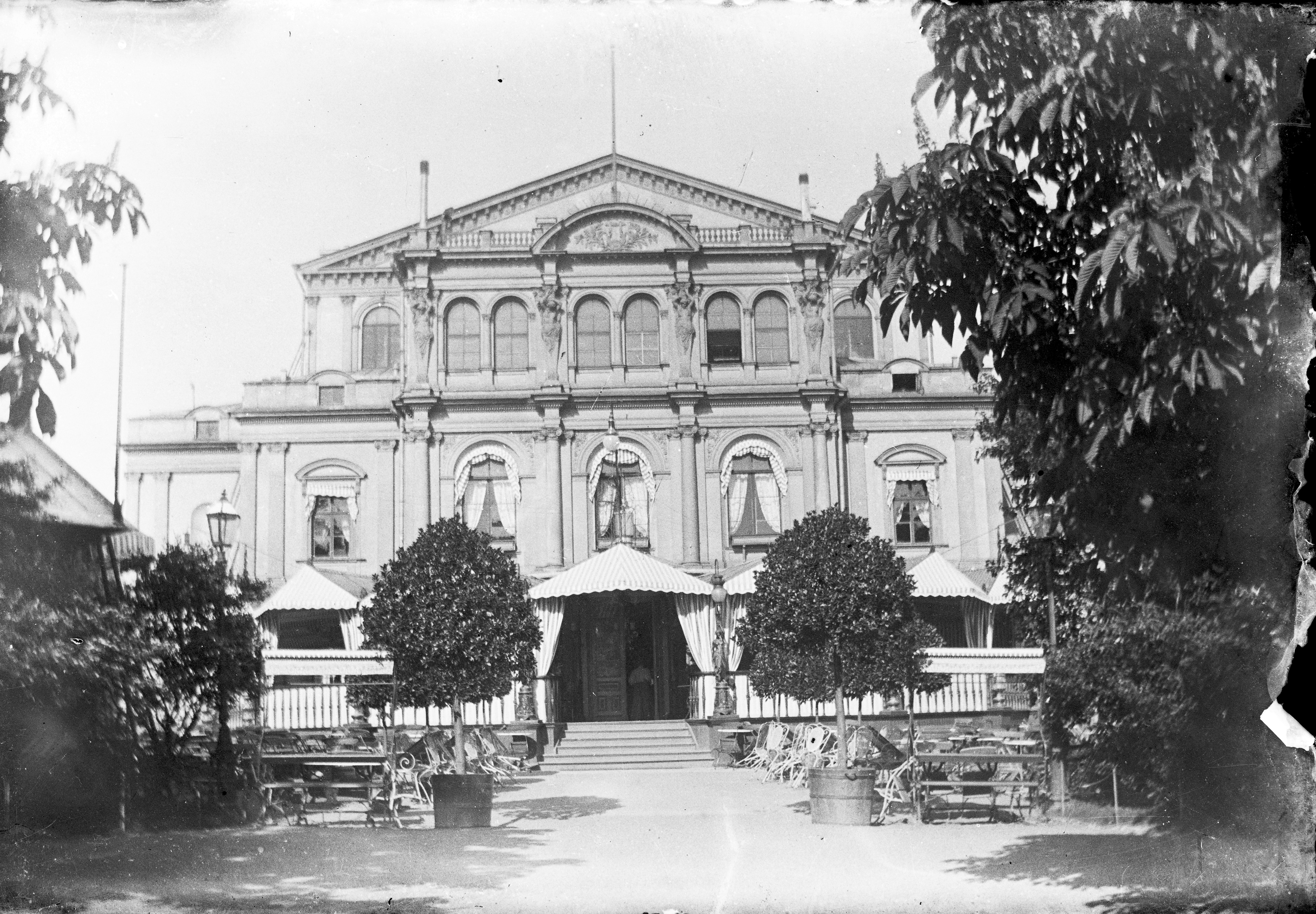
Bühnenseite, um 1900
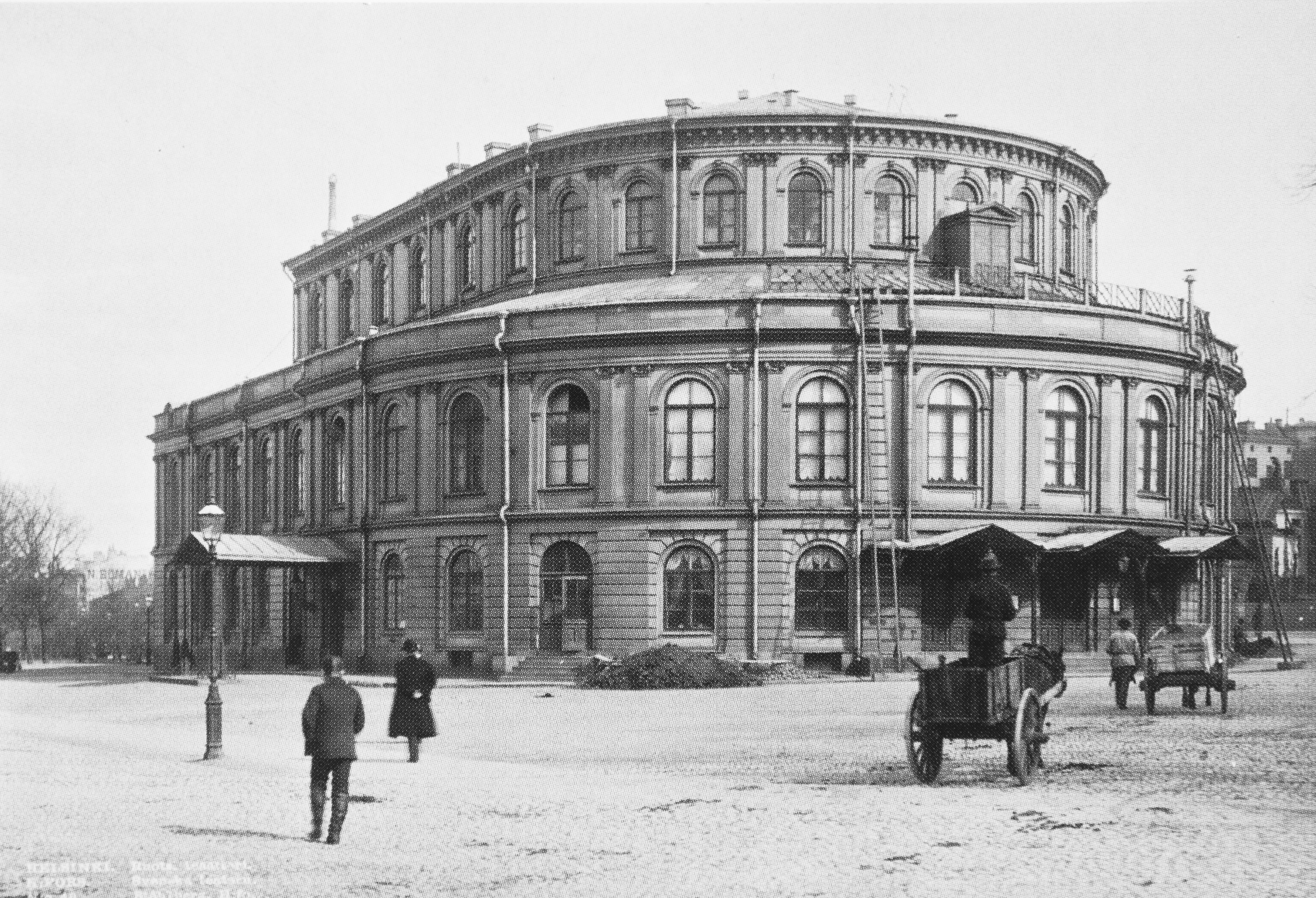
Saalseite, 1906
Nicht realisierter Umbauentwurf, Eliel Saarinen, 1915
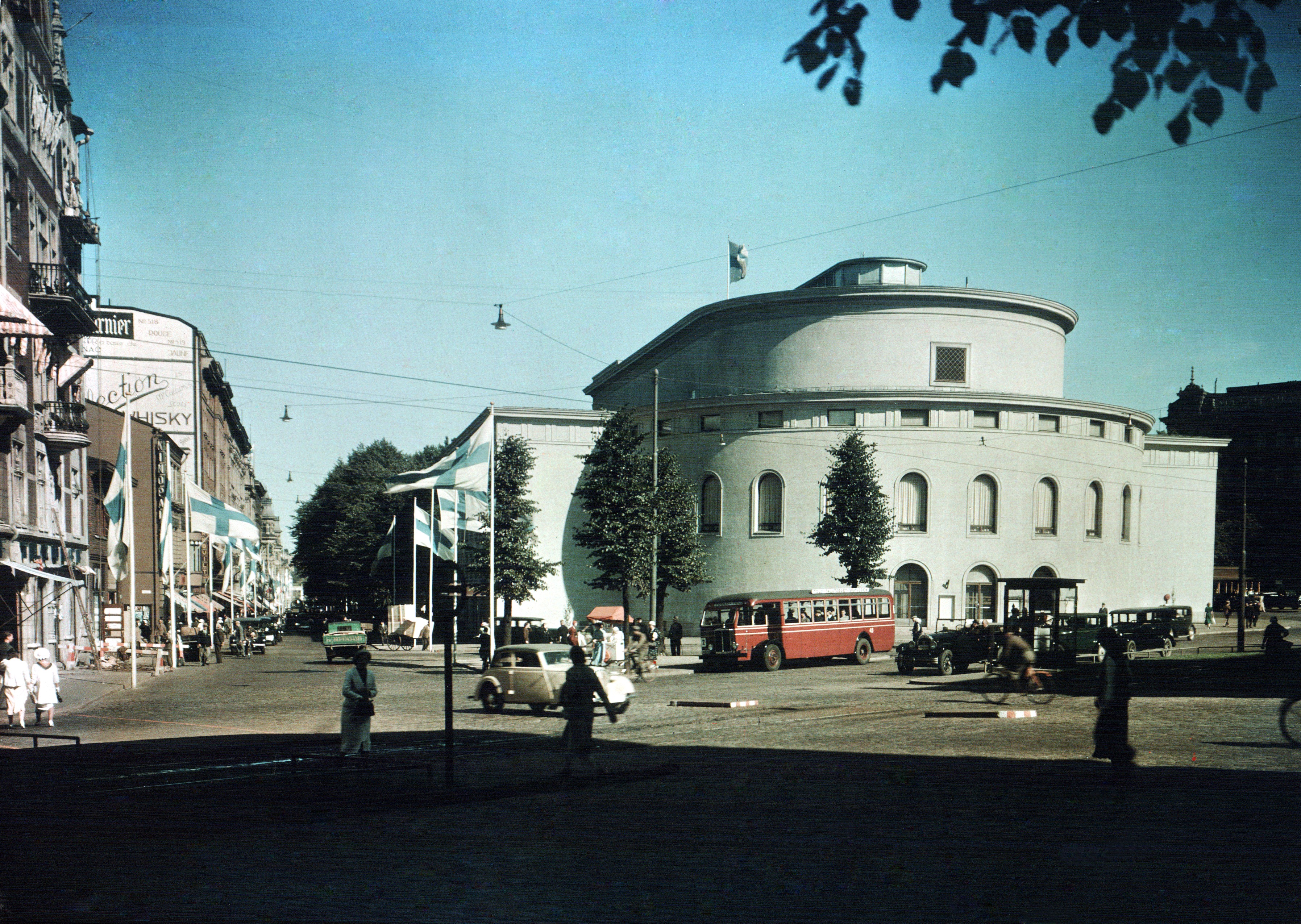
Nach den Umbauten von 1935/1936
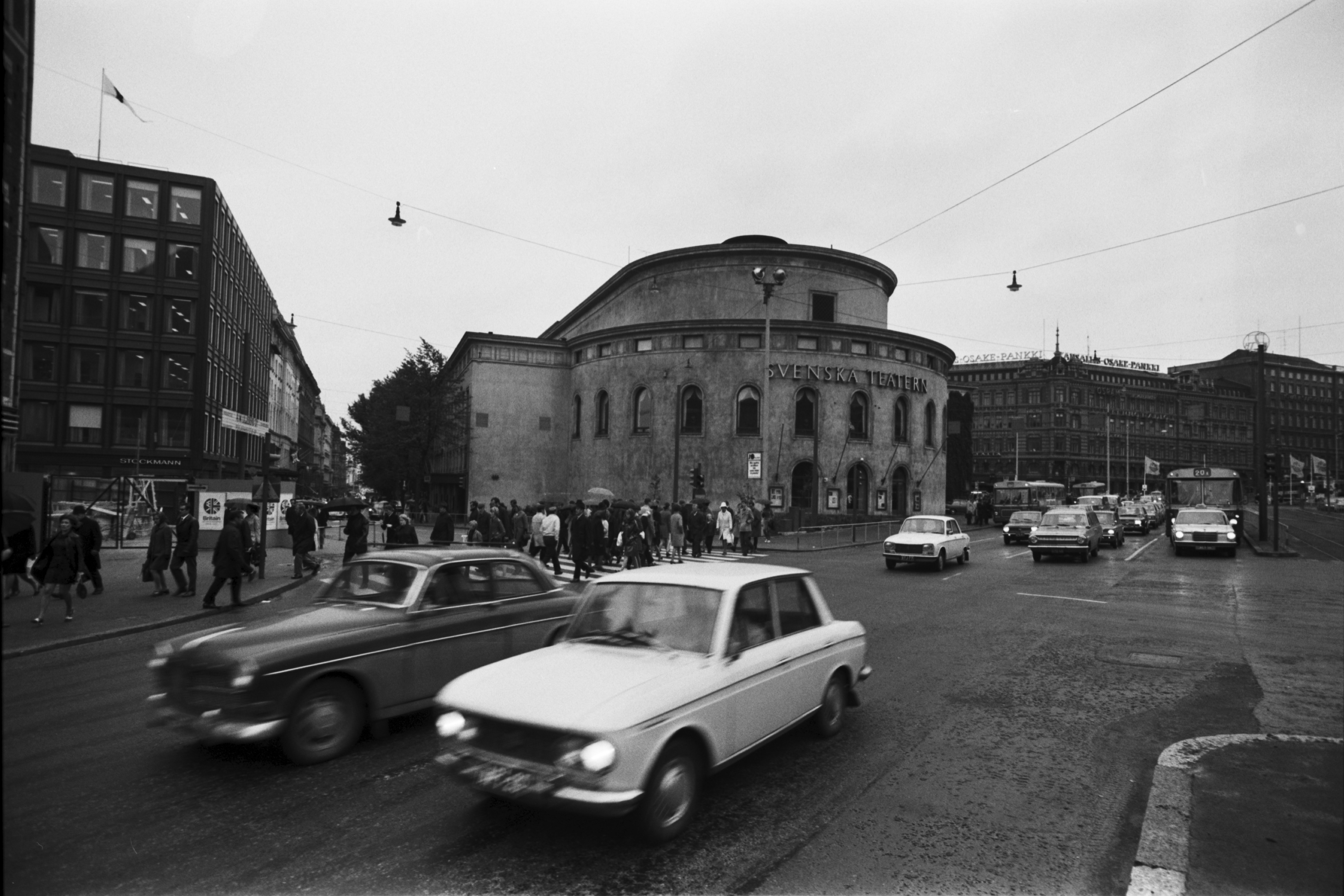
1970
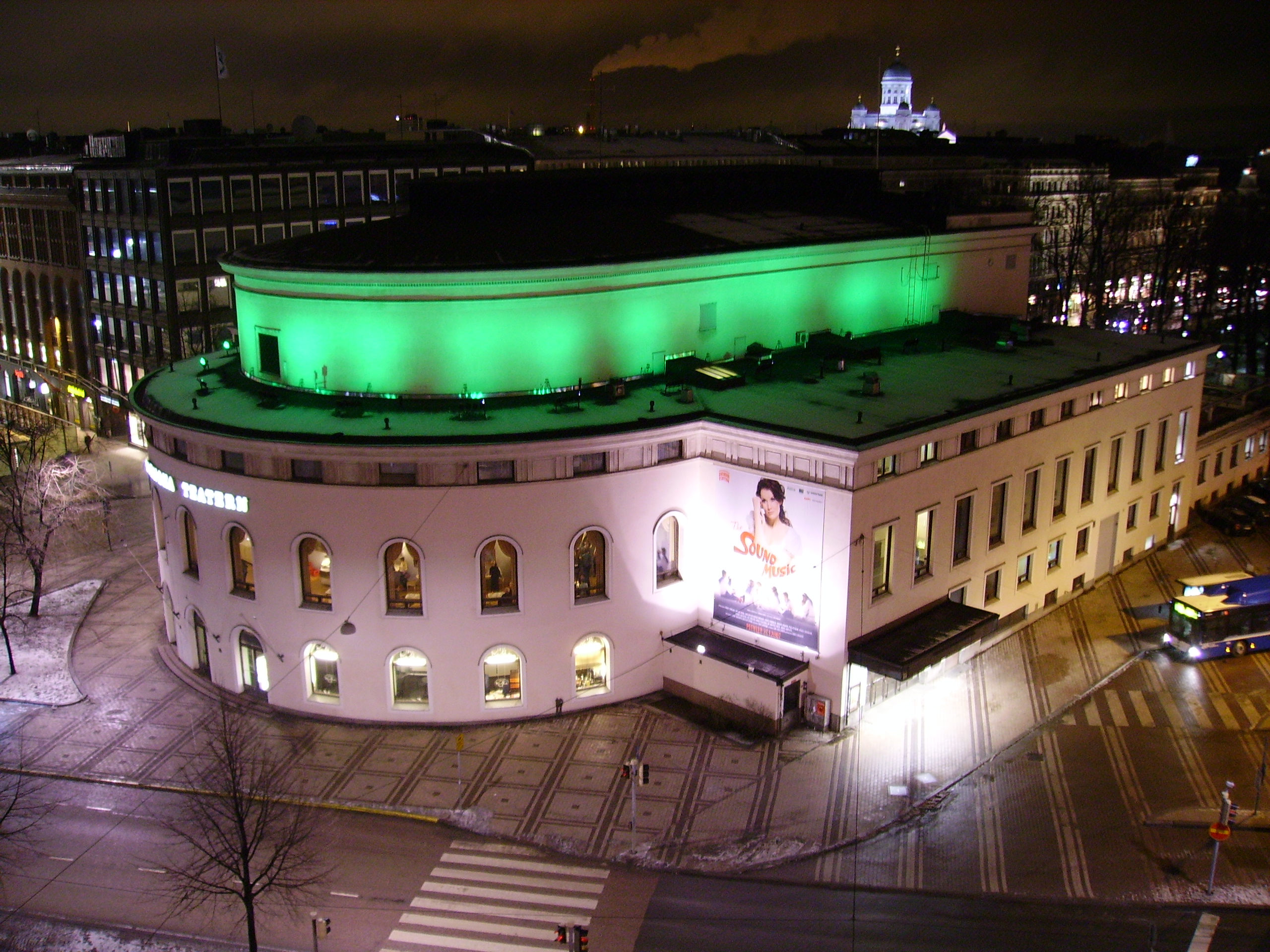
2007
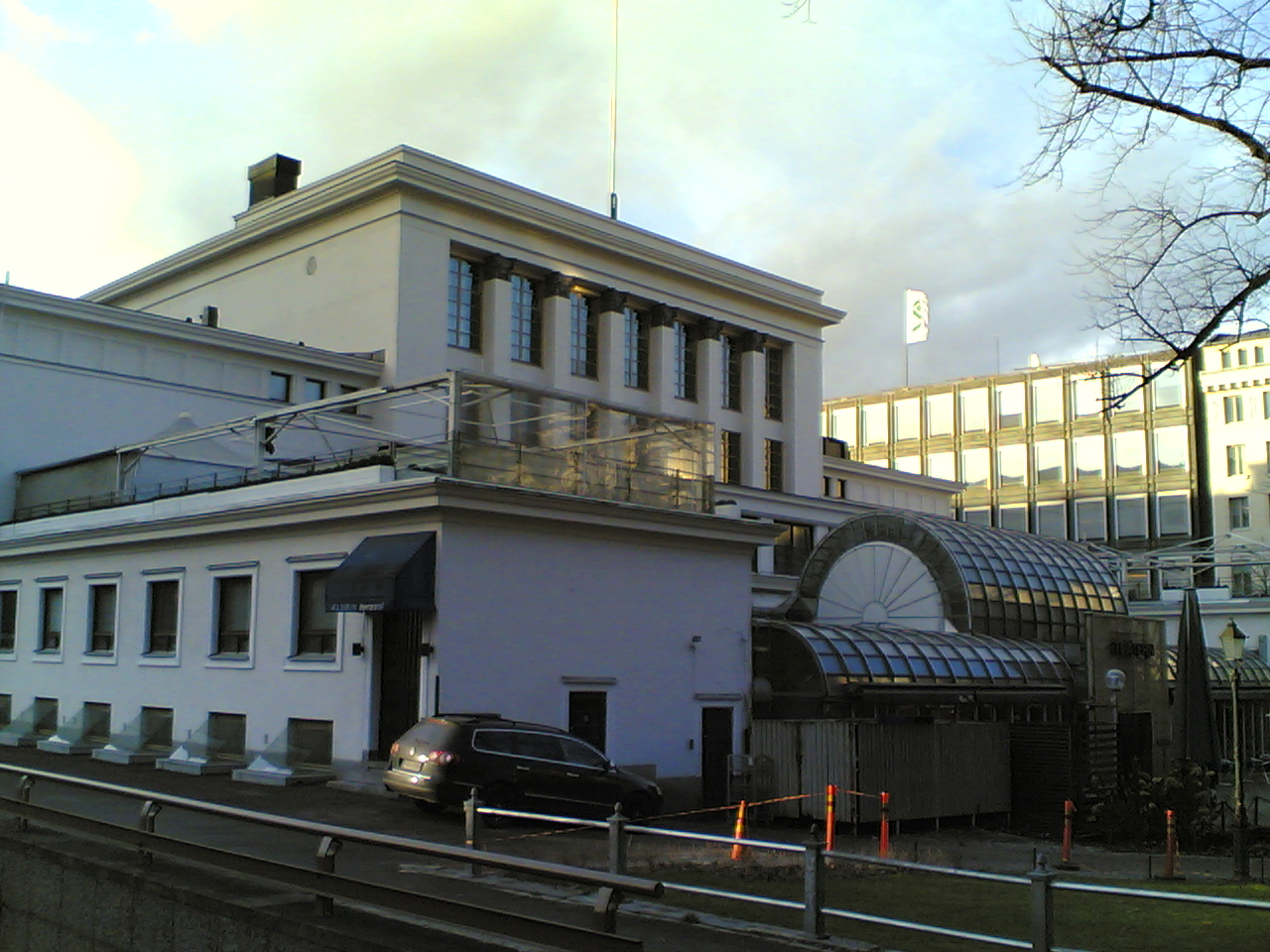
Bühnenseite, 2012
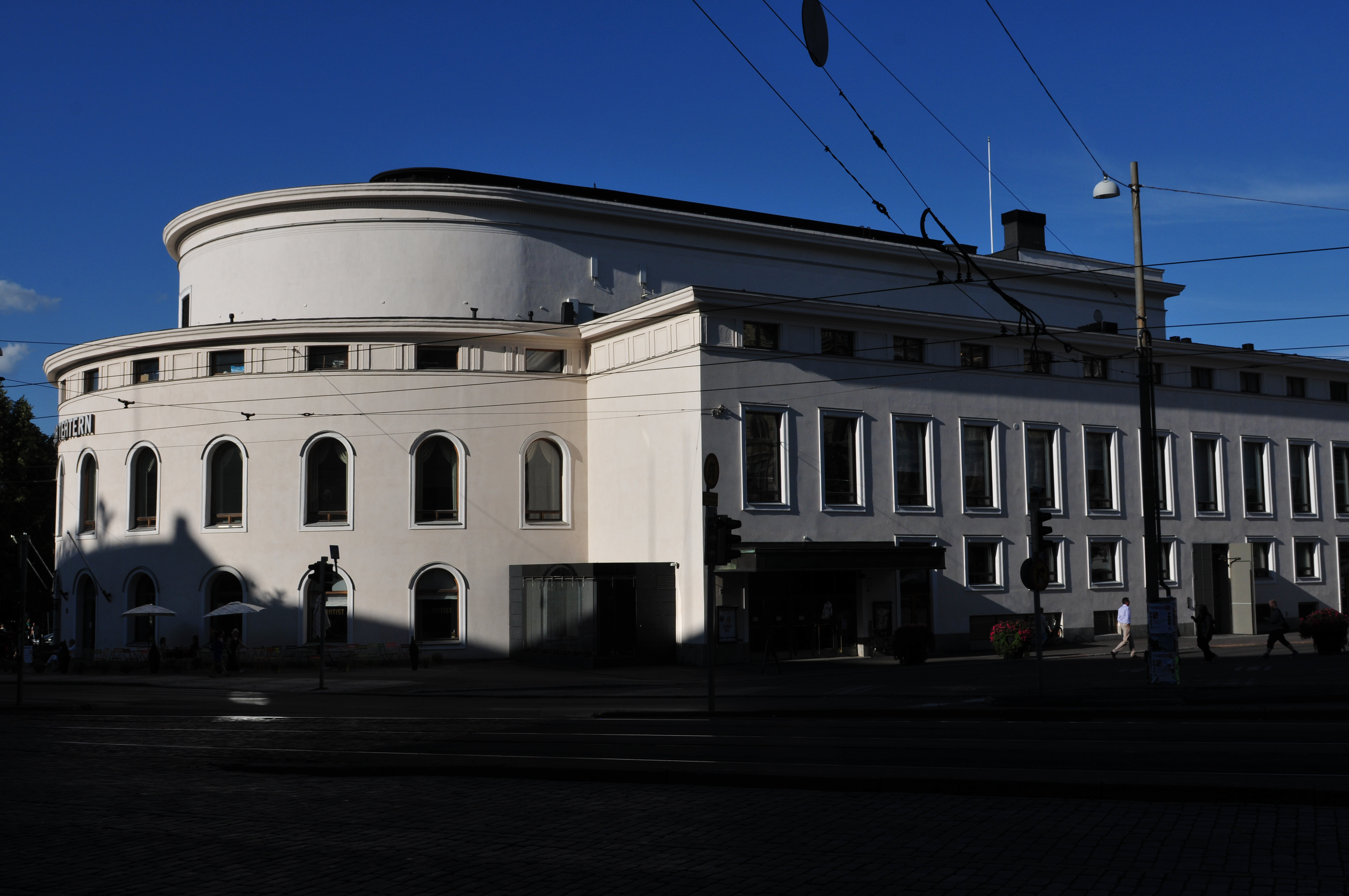
2014
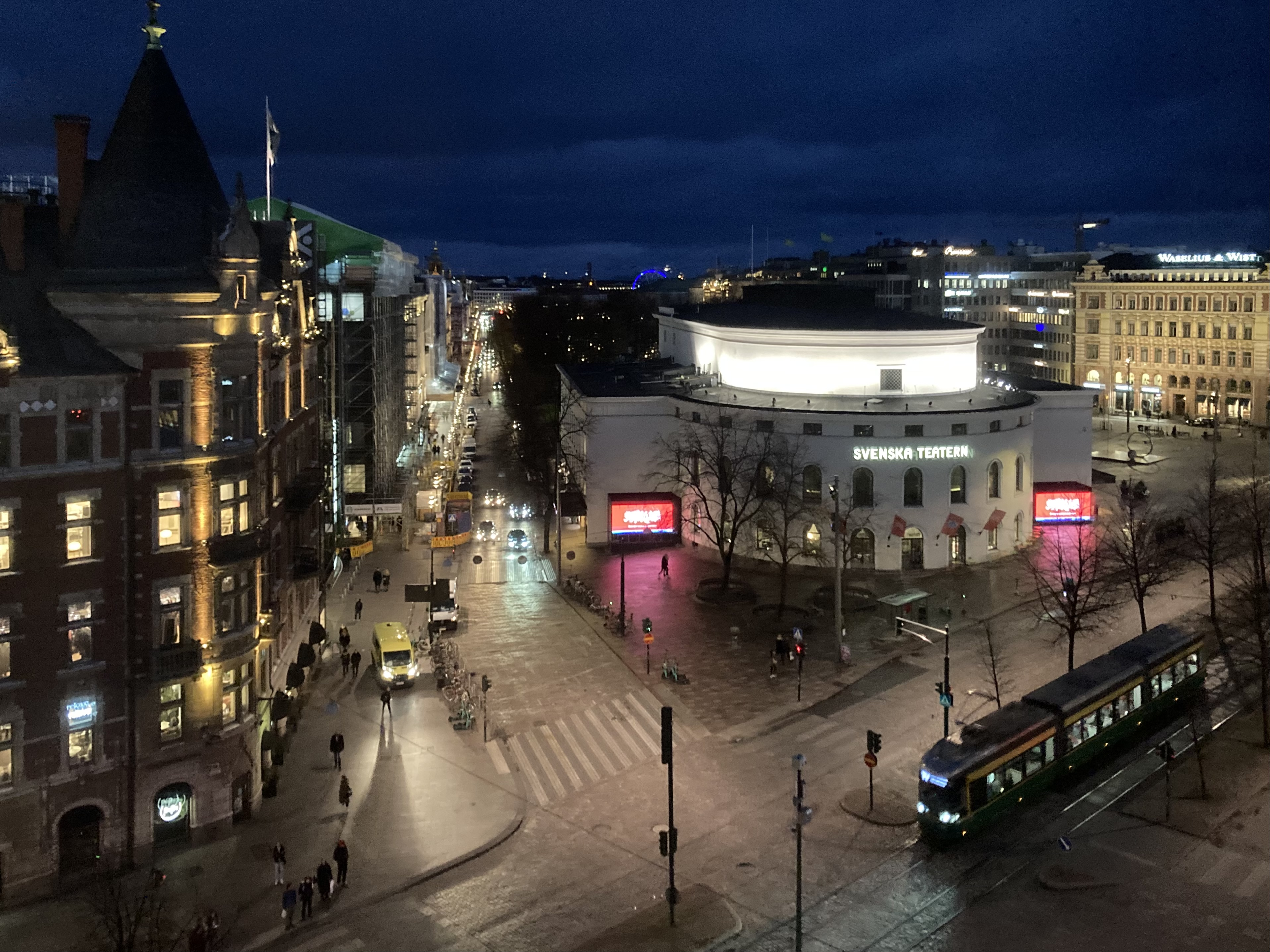
2021

### Aufführungsgeschichte

Hedwig Raa (1873)

Dank einer Initiative von Filip von Schantz hatte das Nya Teater bereits seit 1860 ein eigenes Orchester. Das erste Stück, das hier aufgeführt wurde, war am 28. November 1860 Fredrik Pacius’ und Zacharias Topelius’ Oper Prinsessan av Cypern (Welturaufführung). Die erste Schauspieltruppe, die am Nya Teatern wirkte, war 1860/1861 das Ensemble des schwedischen Schauspielers und Regisseurs Pierre Joseph Deland.
Im Jahr der Fertigstellung des heutigen Schauspielhauses, 1866, wurde der Verein Garantiföreningen för Svenska Teatern (deutsch etwa „Garantieverein für das Schwedische Theater“) gegründet, deren Vorstand das Theater noch heute leitet. Auf ein Gastspiel des Ensembles von Wilhelm Åhman und Mauritz Pousette folgte im Frühjahr 1867 die Einstellung eines festen Schauspielerensembles, dessen Mitglieder zum Teil aus dem Åhmann-Pousette-Ensemble rekrutiert wurden, darunter die bedeutenden Darsteller Frithiof und Hedvig Raa. Hedvig Raa schrieb am Svenska Teatern Theatergeschichte, als sie 1869 in der Uraufführung von Aleksis Kivis Stück Lea erstmals auf einer öffentlichen Bühne in Finnland Finnisch sprach.
Das erste rein finnischsprachige Theater des Landes entstand, ebenfalls in Helsinki, 1872. Obwohl das neue Finska Teatern zunächst noch kein eigenes Schauspielhaus hatte (eröffnet wurde ein solches erst 1902; siehe Finnisches Nationaltheater), entstand für das Nya Teatern die praktische Notwendigkeit, sich durch Umbenennung in „Svenska Teatern“ von der neuen Gründung zu unterscheiden.

### Uraufführungen (Auswahl)
Neben den im vorausgegangenen Abschnitt bereits erwähnten Arbeiten wurden am Svenska Teatern u. a. die folgenden Werke uraufgeführt:
- Henrik Ibsen: John Gabriel Borkman (10. Januar 1897); das in Riksmål geschriebene Drama wurde in Helsinki am selben Tage in schwedischer und in finnischer Sprache uraufgeführt, letzteres im Finska Teatern.[13]
- Jean Sibelius: Kung Christian (24. Februar 1898)[14]
- Jean Sibelius: Finlandia (4. November 1899)[15]
- August Strindberg: Die Kronbraut (24. April 1906)[16]
- Jean Sibelius: Pelleas und Melisande, Svanevit (8. April 1908)[14]
- August Brunius: Nyckeln och ringen (8. Dezember 1919)[17]

## Bühnen
Unter dem Dach des Svenska Teatern befinden sich heute drei Bühnen.
Der Zuschauerraum der Hauptbühne, das historische Kernstück des Hauses, ist hufeisenförmig angelegt mit vier übereinanderliegenden Rängen und bietet 697 Sitzplätze. Der Saal ist in Rot und Gold gestaltet und entspricht weitgehend immer noch Benois’ klassizistischem Original aus dem Jahr 1866.
Das nach dem Kunstmäzen Amos Andersson benannte Amos, das ursprünglich ein Probensaal war und eine flexible Handhabung des Zuschauerraums erlaubt, umfasst bis zu 160 und das Nicken, mit dessen Namen der Bühnenregisseur Nikolai (Spitzname „Nicken“) Rönngren geehrt wird, 70 Sitzplätze.

## Programm
Das Svenska Teater spielt, ausschließlich in schwedischer Sprache, Musicals, Drama, Komödien finnlandschwedischer Autoren, Theater für Kinder, Stand-up-Comedy und vieles mehr.

## Leitung
Die Leiter bzw. Intendanten des Svenska Teatern waren/sind seit 1894:
- 1894–1898 Anton Franck
- 1898–1899 Ernst Ahlblom (künstlerischer Leiter)
- 1898–1903 August Arppe
- 1903–1904 Konni Wetzer
- 1905–1909 Anton Franck
- 1909–1910 Konrad Tallroth
- 1910–1912 Anders Wikman
- 1912–1914 August Arppe
- 1917–1919 Gustaf Nessler
- 1919–1920 Gunnar Berg
- 1920–1926 Ernst Ahlblom
- 1926–1937 Oscar Tengström
- 1937–1945 Leo Golowin
- 1945–1947 Martin Söderhjelm
- 1947–1957 Rurik Ekroos
- 1957–1959 Edvin Granell
- 1959–1960 Rurik Ekroos
- 1960–1963 Ralf Långbacka
- 1963–1965 Sara Strengell
- 1965–1968 Carl-Axel Heiknert
- 1968–1969 Disan von Rettig
- 1969–1972 Lars Svedberg
- 1972–1973 Ralf Forsström
- 1973–1975 Hans Polster
- 1975–1978 Hans Berglund
- 1975–1977 Ritva Holmberg (künstlerische Leiterin)
- 1977–1979 Johan Simberg (künstlerischer Leiter)
- 1979–1981 Georg Malvius (1979–80 künstlerischer Leiter)
- 1981–1984 Laura Pape-Buttler (künstlerische Leiterin)
- 1984–1987 Georg Dolivo
- 1987–1989 Peter Snickars
- 1989–1991 Dick Idman
- 1991–1994 Laila Björkstam und Johan Simberg (künstlerische Leiter)
- 1994–1997 Nina Kukkavaara
- 1997–2000 Arn-Henrik Blomqvist
- 2000–2006 Patrik Drake
- 2006–2013 Joachim Thibblin
- 2013–2016 Dick Holmström
- seit 2016 Jukka Aaltonen